# Collegio elettorale di Macerata (Senato della Repubblica)
Il collegio di Macerata fu un collegio elettorale uninominale della Repubblica Italiana appartenente alla Circoscrizione Marche; fu utilizzato per eleggere un senatore della Repubblica dalla I alla XIV legislatura, sebbene con forme diverse e sistemi elettorali diversi.

## Storia
Il collegio venne creato nel 1948 secondo la legge n. 29 del 6 febbraio 1948 la quale, pur basandosi sull'impianto proporzionale in vigore per la Camera, rispetto a quest'ultima conteneva alcuni piccoli correttivi in senso maggioritario. Tale legge ebbe il suo definitivo perfezionamento col Testo Unico n°361 del 1957. Differentemente dalla Camera, la legge elettorale del Senato si articolava su base regionale, seguendo il dettato costituzionale (art.57). Ogni Regione era suddivisa in tanti collegi uninominali quanti erano i seggi ad essa assegnati. All'interno di ciascun collegio, veniva eletto il candidato che avesse raggiunto il quorum del 65% delle preferenze: tale soglia, oggettivamente di difficilissimo conseguimento, tradiva l'impianto proporzionale su cui era concepito anche il sistema elettorale della Camera Alta. Qualora, come normalmente avveniva, nessun candidato avesse conseguito l'elezione, i voti di tutti i candidati venivano raggruppati in liste di partito a livello regionale, dove i seggi venivano allocati utilizzando il metodo D'Hondt delle maggiori medie statistiche e quindi, all'interno di ciascuna lista, venivano dichiarati eletti i candidati con le migliori percentuali di preferenza.
Nel 1993, con la cosiddetta Legge Mattarella (Legge n. 276, Norme per l'elezione del Senato della Repubblica), attuata in seguito al referendum abrogativo del 1993, venne istituito per la Camera dei deputati e per il Senato della Repubblica un sistema di elezione misto, in parte maggioritario e in parte proporzionale. Il 75% dei parlamentari dell'assemblea veniva eletto in collegi uninominali tramite sistema maggioritario a turno unico; il restante 25% al Senato veniva eletto tramite recupero proporzionale dei più votati non eletti attraverso un meccanismo di calcolo denominato "scorporo", cioè sottraendo dal conteggio dei voti totali di una lista nella parte proporzionale i voti ottenuti dai candidati collegati alla medesima lista che erano eletti nei collegi uninominali con il sistema maggioritario.
Il collegio venne abolito insieme a tutti gli altri che costituivano il Senato con la promulgazione della legge elettorale successiva, la cosiddetta Legge Calderoli. Questa prevedeva un sistema proporzionale con premio di maggioranza, che al Senato veniva attribuito a livello regionale.

## 1948-1993

### Territorio
Il collegio di Ascoli Piceno era uno dei 7 collegi uninominali in cui erano suddivise le Marche; comprendeva i seguenti comuni: Acquacanina, Apiro, Appignano, Belforte del Chienti, Bolognola, Caldarola, Camerino, Castelraimondo, Castelsantangelo sul Nera, Cingoli, Esanatoglia, Fiastra, Fiordimonte, Fiuminata, Gagliole, Macerata, Matelica, Monte Cavallo, Montecassiano, Montefano, Montelupone, Muccia, Pieve Torina, Pievebovigliana, Pioraco, Pollenza, Porto Recanati, Potenza Picena, Recanati, San Severino Marche, Sefro, Serrapetrona, Serravalle di Chienti, Tolentino, Treia, Ussita e Visso.

### Dati elettorali

#### I legislatura
|                                                                                | Mario Carelli ✔️ Eletto | Democrazia Cristiana          | 56 810  | 53,09 |  |  |  |  |  |
|                                                                                | Alberto Cianca          | Fronte Democratico Popolare   | 25 489  | 23,82 |  |  |  |  |  |
|                                                                                | Biante Secondari        | Partito Repubblicano Italiano | 19 948  | 18,64 |  |  |  |  |  |
|                                                                                | Ercole Marsigli         | Blocco Nazionale              | 4 764   | 4,45  |  |  |  |  |  |
| Totale                                                                         | Totale                  | Totale                        | 107 011 | 100   |  |  |  |  |  |
|                                                                                |                         |                               |         |       |  |  |  |  |  |
| Voti non validi                                                                | Voti non validi         | Voti non validi               | 6 604   | 5,81  |  |  |  |  |  |
| Votanti                                                                        | Votanti                 | Votanti                       | 113 615 | 94,43 |  |  |  |  |  |
| Elettori                                                                       | Elettori                | Elettori                      | 120 319 |       |  |  |  |  |  |
|                                                                                |                         |                               |         |       |  |  |  |  |  |
| Nota: quorum del 65% non raggiunto; ripartizione dei seggi a livello regionale |                         |                               |         |       |  |  |  |  |  |
| Data: 18 aprile 1948                                                           |                         |                               |         |       |  |  |  |  |  |
| Fonte: Ministero dell'interno                                                  |                         |                               |         |       |  |  |  |  |  |

#### II legislatura
|                                                                                | Mario Carelli ✔️ Eletto | Democrazia Cristiana           | 54 042  | 48,57 |  |  |  |  |  |
|                                                                                | Virginio Borioni        | Partito Comunista Italiano     | 19 010  | 17,09 |  |  |  |  |  |
|                                                                                | Giuseppe Petronio       | Partito Socialista Italiano    | 15 412  | 13,85 |  |  |  |  |  |
|                                                                                | Biante Secondari        | Partito Repubblicano Italiano  | 11 881  | 10,68 |  |  |  |  |  |
|                                                                                | Ansovino Ciccarelli     | Movimento Sociale Italiano     | 7 078   | 6,36  |  |  |  |  |  |
|                                                                                | Orlando Buonaccorsi     | Partito Nazionale Monarchico   | 2 051   | 1,84  |  |  |  |  |  |
|                                                                                | Fabio Luzzarro          | Unità Popolare                 | 1 117   | 1,00  |  |  |  |  |  |
|                                                                                | Enrico Melchiori        | Alleanza Democratica Nazionale | 668     | 0,60  |  |  |  |  |  |
| Totale                                                                         | Totale                  | Totale                         | 111 259 | 100   |  |  |  |  |  |
|                                                                                |                         |                                |         |       |  |  |  |  |  |
| Voti non validi                                                                | Voti non validi         | Voti non validi                | 7 960   | 6,68  |  |  |  |  |  |
| Votanti                                                                        | Votanti                 | Votanti                        | 119 219 | 95,95 |  |  |  |  |  |
| Elettori                                                                       | Elettori                | Elettori                       | 124 252 |       |  |  |  |  |  |
|                                                                                |                         |                                |         |       |  |  |  |  |  |
| Nota: quorum del 65% non raggiunto; ripartizione dei seggi a livello regionale |                         |                                |         |       |  |  |  |  |  |
| Data: 7 giugno 1953                                                            |                         |                                |         |       |  |  |  |  |  |
| Fonte: Ministero dell'interno                                                  |                         |                                |         |       |  |  |  |  |  |

#### III legislatura
|                                                                                | Mario Carelli ✔️ Eletto | Democrazia Cristiana                    | 57 151  | 48,82 |  |  |  |  |  |
|                                                                                | Virginio Borioni        | Partito Comunista Italiano              | 20 796  | 17,76 |  |  |  |  |  |
|                                                                                | Guerriero Buzzelli      | Partito Socialista Italiano             | 16 810  | 14,36 |  |  |  |  |  |
|                                                                                | Giuseppe Sartori        | PRI - PR                                | 7 226   | 6,17  |  |  |  |  |  |
|                                                                                | Antonio Tasso           | Movimento Sociale Italiano              | 5 303   | 4,53  |  |  |  |  |  |
|                                                                                | Getulio Regno           | Partito Socialista Democratico Italiano | 5 080   | 4,34  |  |  |  |  |  |
|                                                                                | Gaetano Balducci        | Partito Liberale Italiano               | 2 851   | 2,44  |  |  |  |  |  |
|                                                                                | Orlando Buonaccorsi     | Partito Monarchico Popolare             | 1 851   | 1,58  |  |  |  |  |  |
| Totale                                                                         | Totale                  | Totale                                  | 117 068 | 100   |  |  |  |  |  |
|                                                                                |                         |                                         |         |       |  |  |  |  |  |
| Voti non validi                                                                | Voti non validi         | Voti non validi                         | 5 637   | 4,59  |  |  |  |  |  |
| Votanti                                                                        | Votanti                 | Votanti                                 | 122 705 | 95,85 |  |  |  |  |  |
| Elettori                                                                       | Elettori                | Elettori                                | 128 024 |       |  |  |  |  |  |
|                                                                                |                         |                                         |         |       |  |  |  |  |  |
| Nota: quorum del 65% non raggiunto; ripartizione dei seggi a livello regionale |                         |                                         |         |       |  |  |  |  |  |
| Data: 25 maggio 1958                                                           |                         |                                         |         |       |  |  |  |  |  |
| Fonte: Ministero dell'interno                                                  |                         |                                         |         |       |  |  |  |  |  |

#### IV legislatura
|                                                                                | Mario Carelli       | Democrazia Cristiana                    | 53 029  | 45,58 |  |  |  |  |  |
|                                                                                | G. Brunori          | Partito Comunista Italiano              | 23 508  | 20,21 |  |  |  |  |  |
|                                                                                | N. Simonetti        | Partito Socialista Italiano             | 17 326  | 14,89 |  |  |  |  |  |
|                                                                                | A. Tacchi           | Partito Socialista Democratico Italiano | 6 481   | 5,57  |  |  |  |  |  |
|                                                                                | A. Santamarianova   | Movimento Sociale Italiano              | 6 106   | 5,25  |  |  |  |  |  |
|                                                                                | Orlando Buonaccorsi | Partito Liberale Italiano               | 5 027   | 4,32  |  |  |  |  |  |
|                                                                                | A. Pantanetti       | Partito Repubblicano Italiano           | 4 865   | 4,18  |  |  |  |  |  |
| Totale                                                                         | Totale              | Totale                                  | 116 342 | 100   |  |  |  |  |  |
|                                                                                |                     |                                         |         |       |  |  |  |  |  |
| Voti non validi                                                                | Voti non validi     | Voti non validi                         | 6 226   | 5,08  |  |  |  |  |  |
| Votanti                                                                        | Votanti             | Votanti                                 | 122 568 | 95,19 |  |  |  |  |  |
| Elettori                                                                       | Elettori            | Elettori                                | 128 764 |       |  |  |  |  |  |
|                                                                                |                     |                                         |         |       |  |  |  |  |  |
| Nota: quorum del 65% non raggiunto; ripartizione dei seggi a livello regionale |                     |                                         |         |       |  |  |  |  |  |
| Data: 28 aprile 1963                                                           |                     |                                         |         |       |  |  |  |  |  |
| Fonte: Ministero dell'interno                                                  |                     |                                         |         |       |  |  |  |  |  |

#### V legislatura
|                                                                                | Elio Ballesi ✔️ Eletto | Democrazia Cristiana          | 55 151  | 47,22 |  |  |  |  |  |
|                                                                                | U. Magrini             | PCI - PSIUP                   | 29 539  | 25,29 |  |  |  |  |  |
|                                                                                | G. Brodolini           | PSI-PSDI Unificati            | 17 658  | 15,12 |  |  |  |  |  |
|                                                                                | A. Arra                | Partito Liberale Italiano     | 5 276   | 4,52  |  |  |  |  |  |
|                                                                                | A. Santamarianova      | Movimento Sociale Italiano    | 4 630   | 3,96  |  |  |  |  |  |
|                                                                                | A. Massi               | Partito Repubblicano Italiano | 4 532   | 3,88  |  |  |  |  |  |
| Totale                                                                         | Totale                 | Totale                        | 116 786 | 100   |  |  |  |  |  |
|                                                                                |                        |                               |         |       |  |  |  |  |  |
| Voti non validi                                                                | Voti non validi        | Voti non validi               | 7 560   | 6,08  |  |  |  |  |  |
| Votanti                                                                        | Votanti                | Votanti                       | 124 346 | 95,80 |  |  |  |  |  |
| Elettori                                                                       | Elettori               | Elettori                      | 129 801 |       |  |  |  |  |  |
|                                                                                |                        |                               |         |       |  |  |  |  |  |
| Nota: quorum del 65% non raggiunto; ripartizione dei seggi a livello regionale |                        |                               |         |       |  |  |  |  |  |
| Data: 19 maggio 1968                                                           |                        |                               |         |       |  |  |  |  |  |
| Fonte: Ministero dell'interno                                                  |                        |                               |         |       |  |  |  |  |  |

#### VI legislatura
|                                                                                | Rodolfo Tambroni Armaroli ✔️ Eletto | Democrazia Cristiana                          | 57 328  | 48,40 |  |  |  |  |  |
|                                                                                | U. Magrini                          | PCI - PSIUP                                   | 29 985  | 25,31 |  |  |  |  |  |
|                                                                                | A. Corona                           | Partito Socialista Italiano                   | 10 494  | 8,86  |  |  |  |  |  |
|                                                                                | A. Fiore                            | Movimento Sociale Italiano - Destra Nazionale | 6 667   | 5,63  |  |  |  |  |  |
|                                                                                | Enzo Berardi                        | Partito Socialista Democratico Italiano       | 5 719   | 4,83  |  |  |  |  |  |
|                                                                                | Fulvio Benedetti                    | Partito Repubblicano Italiano                 | 4 945   | 4,17  |  |  |  |  |  |
|                                                                                | E. A. Boldrini                      | Partito Liberale Italiano                     | 3 315   | 2,80  |  |  |  |  |  |
| Totale                                                                         | Totale                              | Totale                                        | 118 453 | 100   |  |  |  |  |  |
|                                                                                |                                     |                                               |         |       |  |  |  |  |  |
| Voti non validi                                                                | Voti non validi                     | Voti non validi                               | 6 379   | 5,11  |  |  |  |  |  |
| Votanti                                                                        | Votanti                             | Votanti                                       | 124 832 | 96,04 |  |  |  |  |  |
| Elettori                                                                       | Elettori                            | Elettori                                      | 129 978 |       |  |  |  |  |  |
|                                                                                |                                     |                                               |         |       |  |  |  |  |  |
| Nota: quorum del 65% non raggiunto; ripartizione dei seggi a livello regionale |                                     |                                               |         |       |  |  |  |  |  |
| Data: 7 maggio 1972                                                            |                                     |                                               |         |       |  |  |  |  |  |
| Fonte: Ministero dell'interno                                                  |                                     |                                               |         |       |  |  |  |  |  |

#### VII legislatura
|                                                                                | Rodolfo Tambroni Armaroli ✔️ Eletto | Democrazia Cristiana                          | 59 411  | 48,70 |  |  |  |  |  |
|                                                                                | Franco Torresi                      | Partito Comunista Italiano                    | 37 236  | 30,53 |  |  |  |  |  |
|                                                                                | Lino Semmoloni                      | Partito Socialista Italiano                   | 10 513  | 8,62  |  |  |  |  |  |
|                                                                                | Mario Malatini                      | Movimento Sociale Italiano - Destra Nazionale | 5 248   | 4,30  |  |  |  |  |  |
|                                                                                | Fulvio Benedetti                    | Partito Repubblicano Italiano                 | 4 469   | 3,66  |  |  |  |  |  |
|                                                                                | Enzo Berardi                        | Partito Socialista Democratico Italiano       | 3 473   | 2,85  |  |  |  |  |  |
|                                                                                | Mario Paone                         | Partito Liberale Italiano                     | 941     | 0,77  |  |  |  |  |  |
|                                                                                | Carlo Riccio                        | Partito Radicale                              | 691     | 0,57  |  |  |  |  |  |
| Totale                                                                         | Totale                              | Totale                                        | 121 982 | 100   |  |  |  |  |  |
|                                                                                |                                     |                                               |         |       |  |  |  |  |  |
| Voti non validi                                                                | Voti non validi                     | Voti non validi                               | 5 123   | 4,03  |  |  |  |  |  |
| Votanti                                                                        | Votanti                             | Votanti                                       | 127 105 | 96,36 |  |  |  |  |  |
| Elettori                                                                       | Elettori                            | Elettori                                      | 131 903 |       |  |  |  |  |  |
|                                                                                |                                     |                                               |         |       |  |  |  |  |  |
| Nota: quorum del 65% non raggiunto; ripartizione dei seggi a livello regionale |                                     |                                               |         |       |  |  |  |  |  |
| Data: 20 giugno 1976                                                           |                                     |                                               |         |       |  |  |  |  |  |
| Fonte: Ministero dell'interno                                                  |                                     |                                               |         |       |  |  |  |  |  |

#### VIII legislatura
|                                                                                | Rodolfo Tambroni Armaroli ✔️ Eletto | Democrazia Cristiana                          | 57 542  | 47,62 |  |  |  |  |  |
|                                                                                | G. Marcelli                         | Partito Comunista Italiano                    | 36 301  | 30,04 |  |  |  |  |  |
|                                                                                | Lino Semmoloni                      | Partito Socialista Italiano                   | 9 505   | 7,87  |  |  |  |  |  |
|                                                                                | Mario Malatini                      | Movimento Sociale Italiano - Destra Nazionale | 5 241   | 4,34  |  |  |  |  |  |
|                                                                                | A. Carletti                         | Partito Repubblicano Italiano                 | 4 714   | 3,90  |  |  |  |  |  |
|                                                                                | U. Faccenda                         | Partito Socialista Democratico Italiano       | 3 512   | 2,91  |  |  |  |  |  |
|                                                                                | Renzo Paci                          | Partito Radicale                              | 1 951   | 1,61  |  |  |  |  |  |
|                                                                                | Roberto Volpini                     | Partito Liberale Italiano                     | 1 673   | 1,38  |  |  |  |  |  |
|                                                                                | L. Sonego                           | Costituente di Destra - Democrazia Nazionale  | 387     | 0,32  |  |  |  |  |  |
| Totale                                                                         | Totale                              | Totale                                        | 120 826 | 100   |  |  |  |  |  |
|                                                                                |                                     |                                               |         |       |  |  |  |  |  |
| Voti non validi                                                                | Voti non validi                     | Voti non validi                               | 7 431   | 5,79  |  |  |  |  |  |
| Votanti                                                                        | Votanti                             | Votanti                                       | 128 257 | 94,22 |  |  |  |  |  |
| Elettori                                                                       | Elettori                            | Elettori                                      | 136 132 |       |  |  |  |  |  |
|                                                                                |                                     |                                               |         |       |  |  |  |  |  |
| Nota: quorum del 65% non raggiunto; ripartizione dei seggi a livello regionale |                                     |                                               |         |       |  |  |  |  |  |
| Data: 3 giugno 1979                                                            |                                     |                                               |         |       |  |  |  |  |  |
| Fonte: Ministero dell'interno                                                  |                                     |                                               |         |       |  |  |  |  |  |

#### IX legislatura
|                                                                                | Rodolfo Tambroni Armaroli ✔️ Eletto | Democrazia Cristiana                          | 50 210  | 42,15 |  |  |  |  |  |
|                                                                                | Jader Giampieri Pojaghi             | Partito Comunista Italiano                    | 34 903  | 29,30 |  |  |  |  |  |
|                                                                                | Lino Semmoloni                      | Partito Socialista Italiano                   | 10 545  | 8,85  |  |  |  |  |  |
|                                                                                | Mario Malatini                      | Movimento Sociale Italiano - Destra Nazionale | 7 419   | 6,23  |  |  |  |  |  |
|                                                                                | Antonio Cardarelli                  | Partito Repubblicano Italiano                 | 6 318   | 5,30  |  |  |  |  |  |
|                                                                                | Gino Ranciaro                       | Partito Socialista Democratico Italiano       | 4 184   | 3,51  |  |  |  |  |  |
|                                                                                | Roberto Volpini                     | Partito Liberale Italiano                     | 2 669   | 2,24  |  |  |  |  |  |
|                                                                                | Renzo Paci                          | Partito Radicale                              | 1 501   | 1,26  |  |  |  |  |  |
|                                                                                | Bruna Betti                         | Democrazia Proletaria                         | 1 080   | 0,91  |  |  |  |  |  |
|                                                                                | Olga Casadei                        | Lista per Trieste                             | 298     | 0,25  |  |  |  |  |  |
| Totale                                                                         | Totale                              | Totale                                        | 119 127 | 100   |  |  |  |  |  |
|                                                                                |                                     |                                               |         |       |  |  |  |  |  |
| Voti non validi                                                                | Voti non validi                     | Voti non validi                               | 10 101  | 7,82  |  |  |  |  |  |
| Votanti                                                                        | Votanti                             | Votanti                                       | 129 228 | 92,56 |  |  |  |  |  |
| Elettori                                                                       | Elettori                            | Elettori                                      | 139 616 |       |  |  |  |  |  |
|                                                                                |                                     |                                               |         |       |  |  |  |  |  |
| Nota: quorum del 65% non raggiunto; ripartizione dei seggi a livello regionale |                                     |                                               |         |       |  |  |  |  |  |
| Data: 26 giugno 1983                                                           |                                     |                                               |         |       |  |  |  |  |  |
| Fonte: Ministero dell'interno                                                  |                                     |                                               |         |       |  |  |  |  |  |

#### X legislatura
|                                                                                | Arnaldo Forlani ✔️ Eletto | Democrazia Cristiana                          | 53 359  | 43,08 |  |  |  |  |  |
|                                                                                | E. Cicconi                | Partito Comunista Italiano                    | 33 771  | 27,26 |  |  |  |  |  |
|                                                                                | M. Marcelli in Mazza      | Partito Socialista Italiano                   | 12 986  | 10,48 |  |  |  |  |  |
|                                                                                | M. Crucianelli            | Movimento Sociale Italiano - Destra Nazionale | 9 044   | 7,30  |  |  |  |  |  |
|                                                                                | Antonio Cardarelli        | Partito Repubblicano Italiano                 | 4 377   | 3,53  |  |  |  |  |  |
|                                                                                | C. Carelli                | Partito Socialista Democratico Italiano       | 2 572   | 2,08  |  |  |  |  |  |
|                                                                                | M. Baczynski de Pulszyn   | Lista Verde                                   | 2 464   | 1,99  |  |  |  |  |  |
|                                                                                | U. Francesconi            | Partito Radicale                              | 1 762   | 1,42  |  |  |  |  |  |
|                                                                                | R. Tamburrini             | Democrazia Proletaria                         | 1 453   | 1,17  |  |  |  |  |  |
|                                                                                | M. De Simone              | Partito Liberale Italiano                     | 1 293   | 1,04  |  |  |  |  |  |
|                                                                                | L. Ragazzini              | Liga Veneta - Pensionati Uniti                | 646     | 0,52  |  |  |  |  |  |
|                                                                                | A. Zampol                 | Alleanza Popolare Pensionati                  | 143     | 0,12  |  |  |  |  |  |
| Totale                                                                         | Totale                    | Totale                                        | 123 870 | 100   |  |  |  |  |  |
|                                                                                |                           |                                               |         |       |  |  |  |  |  |
| Voti non validi                                                                | Voti non validi           | Voti non validi                               | 8 142   | 6,17  |  |  |  |  |  |
| Votanti                                                                        | Votanti                   | Votanti                                       | 132 012 | 92,26 |  |  |  |  |  |
| Elettori                                                                       | Elettori                  | Elettori                                      | 143 092 |       |  |  |  |  |  |
|                                                                                |                           |                                               |         |       |  |  |  |  |  |
| Nota: quorum del 65% non raggiunto; ripartizione dei seggi a livello regionale |                           |                                               |         |       |  |  |  |  |  |
| Data: 14 giugno 1987                                                           |                           |                                               |         |       |  |  |  |  |  |
| Fonte: Ministero dell'interno                                                  |                           |                                               |         |       |  |  |  |  |  |

#### XI legislatura
|                                                                                | Carlo Ballesi ✔️ Eletto | Democrazia Cristiana                          | 47 583  | 38,84 |  |  |  |  |  |
|                                                                                | Vanda Dignani Grimaldi  | Partito Democratico della Sinistra            | 22 456  | 18,33 |  |  |  |  |  |
|                                                                                | Claudio Netti           | Partito Socialista Italiano                   | 13 746  | 11,22 |  |  |  |  |  |
|                                                                                | Mario Crucianelli       | Movimento Sociale Italiano - Destra Nazionale | 9 816   | 8,01  |  |  |  |  |  |
|                                                                                | Eugenio Melandri        | Partito della Rifondazione Comunista          | 9 182   | 7,49  |  |  |  |  |  |
|                                                                                | Giovanni De Benedittis  | Partito Repubblicano Italiano                 | 6 695   | 5,46  |  |  |  |  |  |
|                                                                                | Lalla Paola Arrigoni    | Federazione dei Verdi                         | 3 618   | 2,95  |  |  |  |  |  |
|                                                                                | Franco Marsili          | Partito Socialista Democratico Italiano       | 2 144   | 1,75  |  |  |  |  |  |
|                                                                                | Tito Morelli            | Partito Liberale Italiano                     | 1 845   | 1,51  |  |  |  |  |  |
|                                                                                | Silvano De Felice       | Sì Referendum                                 | 1 515   | 1,24  |  |  |  |  |  |
|                                                                                | Giovanni Ciaschini      | Lega Lombarda                                 | 1 402   | 1,14  |  |  |  |  |  |
|                                                                                | Aulo Pezzotti           | Lega Marche                                   | 1 216   | 0,99  |  |  |  |  |  |
|                                                                                | Angelo Soricetti        | Caccia Pesca Ambiente                         | 1 037   | 0,85  |  |  |  |  |  |
|                                                                                | Rolando Secreti         | Federalismo - Pensionati Uomini Vivi          | 258     | 0,21  |  |  |  |  |  |
| Totale                                                                         | Totale                  | Totale                                        | 122 513 | 100   |  |  |  |  |  |
|                                                                                |                         |                                               |         |       |  |  |  |  |  |
| Voti non validi                                                                | Voti non validi         | Voti non validi                               | 10 760  | 8,07  |  |  |  |  |  |
| Votanti                                                                        | Votanti                 | Votanti                                       | 133 273 | 89,98 |  |  |  |  |  |
| Elettori                                                                       | Elettori                | Elettori                                      | 148 120 |       |  |  |  |  |  |
|                                                                                |                         |                                               |         |       |  |  |  |  |  |
| Nota: quorum del 65% non raggiunto; ripartizione dei seggi a livello regionale |                         |                                               |         |       |  |  |  |  |  |
| Data: 5 aprile 1992                                                            |                         |                                               |         |       |  |  |  |  |  |
| Fonte: Ministero dell'interno                                                  |                         |                                               |         |       |  |  |  |  |  |

## 1993-2005

### Territorio
Il collegio di Macerata era uno dei 6 collegi uninominali in cui erano suddivise le Marche; come previsto dal D.Lgs. del 20 dicembre 1993 n. 535, e comprendeva i seguenti comuni: Acquacanina, Apiro, Appignano, Belforte del Chienti, Bolognola, Caldarola, Camerino, Camporotondo di Fiastrone, Castelfidardo, Castelraimondo, Castelsantangelo sul Nera, Cessapalombo, Cingoli, Colmurano, Corridonia, Esanatoglia, Fiastra, Filottrano, Fiordimonte, Fiuminata, Gagliole, Gualdo, Loro Piceno, Macerata, Matelica, Mogliano, Monte Cavallo, Monte San Martino, Montecassiano, Montefano, Muccia, Osimo, Penna San Giovanni, Petriolo, Pieve Torina, Pievebovigliana, Pioraco, Poggio San Vicino, Pollenza, Ripe San Ginesio, San Ginesio, San Severino Marche, Sant'Angelo in Pontano, Sarnano, Sefro, Serrapetrona, Serravalle di Chienti, Tolentino, Treia, Urbisaglia, Ussita e Visso.

### Eletti
| Elezione | Elezione | Senatore         | Partito            |
| -------- | -------- | ---------------- | ------------------ |
|          | 1994     | Orietta Baldelli | Progressisti (PSI) |
|          | 1996     | Luigi Manconi    | L'Ulivo (FdV)      |
|          | 2001     | Mario Cavallaro  | L'Ulivo (DL)       |

### Dati elettorali

#### XII legislatura
|                               | Orietta Baldelli ✔️ Eletta | Progressisti       | 50 576  | 34,31 |  |  |  |  |  |
|                               | Carlo Ballesi ✔️ Eletto    | Patto per l'Italia | 39 599  | 26,86 |  |  |  |  |  |
|                               | Mario Crucianelli          | Alleanza Nazionale | 33 586  | 22,78 |  |  |  |  |  |
|                               | Carla Teodori              | Polo delle Libertà | 23 662  | 16,05 |  |  |  |  |  |
| Totale                        | Totale                     | Totale             | 147 423 | 100   |  |  |  |  |  |
|                               |                            |                    |         |       |  |  |  |  |  |
| Voti non validi               | Voti non validi            | Voti non validi    | 17 041  | 10,36 |  |  |  |  |  |
| Votanti                       | Votanti                    | Votanti            | 164 464 | 86,93 |  |  |  |  |  |
| Elettori                      | Elettori                   | Elettori           | 189 197 |       |  |  |  |  |  |
|                               |                            |                    |         |       |  |  |  |  |  |
| Data: 27-28 marzo 1994        |                            |                    |         |       |  |  |  |  |  |
| Fonte: Ministero dell'interno |                            |                    |         |       |  |  |  |  |  |

#### XIII legislatura
|                               | Luigi Manconi ✔️ Eletto | L'Ulivo             | 73 478  | 50,31 |  |  |  |  |  |
|                               | Carlo Ballesi           | Polo per le Libertà | 61 765  | 42,29 |  |  |  |  |  |
|                               | Mario Crucianelli       | Destra di Popolo    | 6 710   | 4,59  |  |  |  |  |  |
|                               | Lamberto Cicarilli      | Lega Nord           | 4 084   | 2,80  |  |  |  |  |  |
| Totale                        | Totale                  | Totale              | 146 037 | 100   |  |  |  |  |  |
|                               |                         |                     |         |       |  |  |  |  |  |
| Voti non validi               | Voti non validi         | Voti non validi     | 15 431  | 9,56  |  |  |  |  |  |
| Votanti                       | Votanti                 | Votanti             | 161 468 | 84,32 |  |  |  |  |  |
| Elettori                      | Elettori                | Elettori            | 191 505 |       |  |  |  |  |  |
|                               |                         |                     |         |       |  |  |  |  |  |
| Data: 21 aprile 1996          |                         |                     |         |       |  |  |  |  |  |
| Fonte: Ministero dell'interno |                         |                     |         |       |  |  |  |  |  |

#### XIV legislatura
|                               | Mario Cavallaro ✔️ Eletto    | L'Ulivo                              | 69 796  | 45,87 |  |  |  |  |  |
|                               | Alessandro Forlani ✔️ Eletto | Casa delle Libertà                   | 59 882  | 39,35 |  |  |  |  |  |
|                               | Maurizio Giusepponi          | Partito della Rifondazione Comunista | 6 606   | 4,34  |  |  |  |  |  |
|                               | Renato Pigliacampo           | Lista Di Pietro                      | 4 900   | 3,22  |  |  |  |  |  |
|                               | Dante D'Eugenio              | Democrazia Europea                   | 4 452   | 2,93  |  |  |  |  |  |
|                               | Mario Bonfigli               | Fiamma Tricolore                     | 4 200   | 2,76  |  |  |  |  |  |
|                               | Fernando Froldi              | Lista Pannella-Bonino                | 2 338   | 1,54  |  |  |  |  |  |
| Totale                        | Totale                       | Totale                               | 152 174 | 100   |  |  |  |  |  |
|                               |                              |                                      |         |       |  |  |  |  |  |
| Voti non validi               | Voti non validi              | Voti non validi                      | 11 075  | 6,78  |  |  |  |  |  |
| Votanti                       | Votanti                      | Votanti                              | 163 249 | 83,07 |  |  |  |  |  |
| Elettori                      | Elettori                     | Elettori                             | 196 513 |       |  |  |  |  |  |
|                               |                              |                                      |         |       |  |  |  |  |  |
| Data: 13 maggio 2001          |                              |                                      |         |       |  |  |  |  |  |
| Fonte: Ministero dell'interno |                              |                                      |         |       |  |  |  |  |  |